# Arroyo Catalán Chico
El arroyo Catalán Chico es un curso de agua uruguayo que atraviesa el departamento de  Artigas perteneciente a la cuenca hidrográfica del Río de la Plata.
Nace en la Cuchilla de Belén y desemboca en el arroyo Catalán Grande.
En la década de 1950, el arqueólogo uruguayo Antonio Taddei, pudo determinar en las orillas de este arroyo, la existencia de restos de una cultura primitiva, de una antigüedad de entre 8 y 10 mil años. 
En el lugar, se recuperaron diversas piezas líticas recogidas en la superficie basáltica que permitieron descubrir que ahí vivió una cultura de recolectores-cazadores primitivos, basada en artefactos elaborados sobre lascas muchas de ellas trabajadas con filo.
Dicha cultura primitiva se la conoce como el Hombre del Catalanense.